# Cyrus Elias
Cyrus Elias (n. 21 mai 1930, New York City, New York, SUA – d. 29 septembrie 2013, Atena, Grecia) a fost un actor american.

## Biografie
Elias, provenit dintr-o familie de origine greacă, a efectuat serviciul militar în timpul Războiului din Coreea și a urmat cursurile ținute de Errol Clemens și Elia Kazan la Actors Studio. La sfârșitul anilor 1950 s-a mutat în Italia, unde a început o lungă carieră în cinematografie, care a crescut mult începând din anii 1980. A fost distribuit în mai multe filme datorită aspectului său sud-european și a tenului negricios.

## Filmografie (selecție)

### Filme de cinema
- Eclipsa, regie: Michelangelo Antonioni (1962)
- La virtù sdraiata (The Appointment), regie: Sidney Lumet (1969)
- Pane e cioccolata, regia di Franco Brusati (1973)
- Sotto il vestito niente, regie: Carlo Vanzina (1985)
- La Bonne, regie: Salvatore Samperi (1986)
- Domino, regie: Ivana Massetti (1988)
- Maya, regie: Marcello Avallone (1988)
- Cercasi successo disperatamente, regie: Ninì Grassia (1994)
- Squillo, regie: Carlo Vanzina (1996)
- Il chicco d'oro, regie: Alvaro Passeri (1998)
- The Mummy Theme Park, regie: Alvaro Passeri (2000)
- La mia vita a stelle e strisce, regie: Massimo Ceccherini (2003)

### Filme de televiziune
- Cristoforo Colombo (1984)
- Caracatița 3 (1987) - agentul DEA Bert Di Donato

## Legături externe
- Cyrus Elias la Internet Movie Database